# Rue de Fétinne
La rue de Fétinne est une rue de la ville belge de Liège faisant partie du quartier administratif des Vennes  .

## Toponymie
Autrefois étroit chemin appelé la ruelle des Ânes, la rue prend son nom actuel en 1853.

## Localisation
Cette longue artère plate et presque rectiligne se trouve sur la rive droite de la Dérivation et à l'arrière du quai Mativa qui borde la Dérivation. Proche de l'église Saint-Vincent, cette rue est l'épine dorsale du sous-quartier de Fétinne. Elle compte plusieurs commerces.
Large d'environ 12 m et longue de 482 m, la rue de Fétinne applique un sens unique de circulation automobile depuis le boulevard Émile de Laveleye vers la rue des Vennes.

## Architecture
Des sgraffites de style Art nouveau sont visibles sur les façades des nos 112/114a, 156/158 et 160/162. Un grillage avec deux portails en pierre de taille de style Art déco se dresse devant l'immeuble avec cour des nos 66/68.

## Rues adjacentes
- Rue Natalis
- Rue des Vennes
- Rue Auguste Hock
- Rue des Croix-de-Guerre
- Clos Michel Thiry
- Rue des Houblonnières
- Rue Gaucet
- Rue de Harlez
- Boulevard Émile de Laveleye
- Avenue Albert Mahiels